# 七月返歸
《七月返歸》（英語：Back Home）是2023年香港懸疑驚慄片，由謝家祺執導並編劇，江𤒹生和白靈領銜主演。本片是「mm2新晉導演計劃」三部曲的壓軸之作，亦是謝家祺執導首部長片。
本片於紐約亞洲電影節全球首映，也入圍了競賽單元ㄧ最佳劇情獎的侯選名單。
本片於2023年9月14日於香港上映。

## 劇情
自幼有陰陽眼、不斷受朋輩排擠的向榮（江𤒹生 飾），某日收到母親（白靈 飾）自殺不遂入院的消息，被迫從加拿大返回香港，並回到舊居暫住。
回到兒時熟悉的地方，再一次見到鬼的向榮發現，這裡氣氛詭異、怪事連連，似乎正發生驚人的變化！居於同層的街坊鍾伯（太保 飾）與鍾婆（譚玉瑛 飾）亦行為怪異。夜半，樓上七樓總傳來古怪聲響，迫使向榮到上層一探究竟。一連串疑幻疑真的離奇事件相繼發生，令他陷入崩潰邊緣⋯⋯
七樓的死亡傳說彷彿家喻戶曉，疑似有陰陽眼的鄰居小孩不斷求救，所有事都向他步步進逼。面對此地他方的種種怪事，到底是向榮看清了真相，還是真相只存在他一個人眼中？

## 角色
| 演員   | 角色           | 暱稱／關係 |
| 江𤒹生 | 黎向榮         |            |
| 白靈   | 鄧蕙蘭         |            |
| 太保   | 鍾伯           |            |
| 譚玉瑛 | 鍾婆           |            |
| 黃梓樂 | 黎向榮（童年） |            |
| 黃梓曜 | 宇仔           |            |
| 沈殷怡 | 宇仔媽媽       |            |
| 周祉君 | 警察           |            |
| 戴玉麒 | 警察           |            |
| 林善   | 推銷員         |            |
| 伍詠詩 | 社工           |            |
| 李凱賢 | 舅父           |            |

## 奬項
| 年份 | 颁奖典礼             | 奖项         | 入圍者         | 结果 |
| ---- | -------------------- | ------------ | -------------- | ---- |
| 2024 | 第42屆香港電影金像獎 | 最佳美術指導 | 霍佩詩、張栩冰 | 提名 |
| 2024 | 第42屆香港電影金像獎 | 最佳視覺效果 | 陳迪凱‧水      | 提名 |

## 備註
1. ↑  截至2023年10月22日

## 外部連結
- 七月返歸的Facebook專頁
- 七月返歸的Instagram帳戶
- 香港影庫上《七月返歸》的資料（繁體中文）
- 豆瓣电影上《七月返歸》的資料 （简体中文）
- 互联网电影数据库（IMDb）上《七月返歸》的资料（英文）